# Lew Nussimbaum
Lew Nussimbaum, znany też jako Essad Bey (ur. 20 października 1905 w Kijowie, zm. 27 sierpnia 1942 w Positano) – pisarz, dziennikarz i orientalista żydowskiego pochodzenia.

## Życiorys
Jak sam utrzymywał, urodził się w pociągu przejeżdżającym przez Kaukaz; jednak bardziej prawdopodobne jest, że przyszedł na świat w Baku. Jego rodzice dorobili się majątku w przemyśle naftowym. Wyemigrowali do Niemiec, gdzie Nussimbaum rozpoczął studia na turkologii i arabistyce we Friedrich-Wilhelms-Universität w Berlinie. Był związany z ruchem antybolszewickim, a także partiami faszystowskimi.
W 1922 oficjalnie przeszedł na islam. Około roku 1926 związał się z czasopismem Die Literarische Welt. W latach 30., po dojściu Hitlera do władzy, Nussimbaum przeniósł się na krótko do Stanów Zjednoczonych, a potem do Włoch, gdzie zmarł na chorobę Raynauda.
Był autorem powieści Ali i Nino (1937), wydanej w Wiedniu pod pseudonimem Kurban Said, która stała się niemieckim bestsellerem i klasykiem literatury azerskiej.

## Kontrowersje
Biografia Lwa Nussimbauma budzi wiele kontrowersji. Nussimbaum kilkakrotnie zmieniał nazwisko, często podawał sprzeczne lub mało wiarygodne informacje odnośnie do swojej osoby. W podaniu na studia w Berlinie podpisał się jako Essad Bey Nussimbaum z Gruzji. W niektórych kręgach przedstawiał się jako muzułmański książę. W literackim światku Berlina podawał się za syna turecko-perskiego arystokraty i Rosjanki.